# 隷変
隷変（れいへん、簡体字: 隶变; 繁体字: 隸變; 拼音: lìbiàn; 英語: clerical change）とは、漢代初期に中国語の表記が篆書体から隷書体に移行すると共に、書きやすくするためにある字の絵画的形態の省略や付け加え、変形を行う過程を通じて紀元前第2世紀の間に時とともに起った自然で漸進的で体系的な漢字の簡略化を指す。隷変は、もう1つの隷定と共に、新たな隷書字体を指向する2つの転換過程の1つであり、文字形の正則化と線形化をも巻き起こした。

## 過程
より早期の篆書は煩雑で筆写に不便だった。結果として下級役人と書記（すなわち、隷; 隸; 隶; lì）は次第に筆画を単純化し、弓なりにした筆で書くことから真っ直ぐにした筆づかいへ移行し、両者とも書きやすさを向上させた。
字の複雑性は、以下の4つの方法のどれか1つで減少させられる。――
 • 調変 (Modulation)字の構成要素の無関係の要素での置き換え。例えば、射（shè、「矢を射る」）の金文形はと書いたが、隷書への移行中に左側の要素が身（「からだ」）に置き換えられるようになった。
 • 突変 (Mutation)ある字が調変をこうむり、それがあまりにも突然で、元の形を示唆する何の手がかりも新しい形の中に見られないことがある。例えば、篆書の（「春」）から隷書の（ひいては現代の）形である春への移行である。本来の要素芚のいかなる暗示も完全に喪失し、代わりにそれを本来の要素との関係性に根拠がないように見える𡗗と入れ替えた。
 • 省変 (Omission)文字要素の完全な脱落。例えば、書（shū、上古中国語：/*hlja/、「書く」）の隷書体は、篆書体の下部にある音符者（上古中国語：/*tjaːʔ/）を完全に省略している。
 • 簡変 (Reduction)字の構成要素をより少ない筆画をもつ形に単純化する。例えば、古代の形である/僊（xiān、上古中国語：/*sen/、「仙人」）は複雑な音符である䙴（上古中国語：/*sʰen/）を山（上古中国語：/*sreːn/）に単純化させ、隷書形仙を創出した。
隷変という移行過程の1つの帰結は、篆文中の複雑な構成要素（例えば、情や恨に見られるように、「心」/心をその片側に含む字がその構成要素を忄に単純化させた）の単純化の結果として多くの部首が形成されたことである。これらの新たに形成された部首は、いまだ漢字の構成と分類整理の根本原理として現在の漢字にも用いられている。

## 実例
| 字義                                               | 古文/古代の形 | 隷変形 | 漢語拼音   | 概要 |
| -------------------------------------------------- | ------------- | ------ | ---------- | --- |
| 年、収穫（稔）                                     | 秊            | 年     | nián       | 元来、古代の金文形では（秂）であるこの字は、背中で穀物（禾）を運ぶ人（人）の会意文字であった。すなわち、収穫。人もまた、上古中国語：/*njin/への音声標識（音符）としての機能を与えられている。西周時代の後、古代の金文形は人に付加的な1画を加え、千をもたらし、/*sn̥ʰiːn/への音符として機能し続けながら、を生み出し、篆書形（秊）の基盤を形作った。隷変の簡略化ののち、その結果、生じた隷書形は（年）となった。                                                                          |
| かみなり                                           | 靁            | 雷     | léi        | 元来、義符雨（「雨」）＋声符畾（上古中国語：/*ruːl/）、下の要素は、隷変中に田に簡変されるようになった。 |
| 死者に供え物をする                                 |               | 奠     | diàn       | 元来は、莚（一）の上に載せられた酒樽の象形文字（酉）、より後の形には溢れ出す酒を表す2つの筆画（八）が加えられ、次いで更に2つの筆画（八）がその莚に加えられ、2本の脚（丌）を持つ台を形作った。隷変中に、丌は、結局、隷書形となる大に突変した。 |
| もって、よって、～で、ので、だから、したがって、他 | 㠯            | 以     | yǐ         | 元来は物を運ぶ人（人）の象形文字、篆書形は、隷変の間、調変されて隷書形以を創り出した。 |
| 得る                                               | 𢔶            | 得     | dé         | 篆書形、この貝が、より早期の隷書の異体字への隷変のさ中、早々に目に単純化し、より後の異体字は更にこの構成要素を旦にまで崩し、その隷書形は現代の字形に受け継がれた。 |
| 納める                                             | 圅            | 函     | hán        | 篆書形：。 |
| 変更                                               | 㪅            | 更     | gèng       | 篆書形は、声符丙（上古中国語：/*pqraŋʔ)/）＋義符攴（「叩く」）からなる。 |
| 盤上遊戯                                           | 棊            | 棋     | qí         | 篆書形は、義符木（「樹木、材木」）＋声符其（上古中国語：/*kɯ/、/*ɡɯ/）からなる。この構成要素木は、隷変中に左側に再配置された。 |
| 無                                                 | 橆            | 無     | wú         | 古代の金文形は、元来、踊りながら両手に2つの物体をささげる人の象形文字で、篆書形はとなった。隷変の間、その構成要素木が調変され、結果、字は無になった。この字は「無」のための音声的な借用（仮借）であり、一方で/舞（声符無/*ma/＋義符舛、「足取り」からなる）が、元来の「踊り」という意味を保持している。 |
| 思考                                               | 恖            | 思     | sī         | 篆書形は、声符囟（上古中国語：/*snɯns/）＋義符心（「心」）からなり、その構成要素囟が、隷変中、完全に無関係な字田にまで崩れた。 |
| 前、先                                             | 歬            | 前     | qián       | 篆書形は、元来、小舟（舟）の上で前進する足（止）を描写している。隷変中、止は䒑に、同時に舟は月に簡変された。前の中の刂（「小刀」）の追加は、/𣦃/𠝣に見られるように、元来、「切る」（上古中国語：/*ʔslenʔ/）の意味を表すのに使われたためである。しかし、前が、歬の代わりに使われるようになったので、「切る」のための字を表現する目的で、追加の刀（「小刀」）が加えられたのが剪である。                                                                                                  |
| 並んで、一斉に、そのうえ                           | 竝            | 並     | bìng       | 篆書形は、立（立っている人）の重複であり、隷変の推移中に調変をこうむった。 |
| 丘                                                 | 丠            | 丘     | qiū        | 篆書形：、北（「北」）を表すと比較せよ。 |
| のぼる                                             | 椉            | 乘     | chéng      | 篆書形は、元来、明らかに足（/舛）で木（木）に登ることを表すが、後に、隷変中、禾＋北に単純化された。 |
| ぐるりと回転する                                   | 𠄢            | 亘     | xuān       | 篆書形は、二（「2」）＋囘（「転回」）の会意文字からなる。 |
| 十二支の4番目                                      | 戼            | 卯     | mǎo        | 元来、篆書形に見られるように、生贄を真っ二つに割く商朝の儀式を描写した。 |
| 死                                                 | 𣦸            | 死     | sǐ         | 元来、篆書形に見られるように、/歹（人の亡骸）＋/人（人）からなる会意文字である。 |
| （取り）去る                                       | 㚎            | 去     | qù         | 篆書形：。上の構成要素が土に単純化し、下の構成要素が厶に単純化した。起源は激しく議論されており、『説文解字』は、義符大（「人」）＋声符𠙴（/*kʰaʔ/か/*kʰas/）を持つ形声文字であると提案するが、一方で、Schuessler （2007）は、人の下の肛門を描写して「一掃する」を表していると提案する。別の解釈には、洞穴から出て来る人や互いに出て来る唇（呿、「口を開く」からの再借用）、器物の上の覆いを表す大（盍、「覆いかぶせる」からの再借用）などがある。                                      |
| ～も、また、句末強勢助詞                           |               | 也     | yě         | 『説文解字』はこの字を女性の陰部の象形文字と説明する。隷変形は原形から著しく単純化されている。 |
| 夏、夏王朝                                         | 夓            | 夏     | xià        | 隷変形は、その篆書形からの構成要素である𦥑と頁（頭）の脚を取り除く。 |
| 何（疑問詞）、はなはだしい                         | 𠥄            | 甚     | shèn, shén | 隷変形は、篆書形の上部の構成要素を調変するが、元来、甘＋匹の会意文字である。 |
| 生きる、生まれる、生（なま）                       | 𤯓            | 生     | shēng      | 篆書形 は、地面から出現する芽生え（屮）表す。 |
| 用いる                                             | 𤰃            | 用     | yòng       | 篆書形（上古中国語：/*loŋs/、異体字：𠂦、𤰆、𠂵）は、元来、水桶の象形文字を描写した。桶（上古中国語：/*l̥ʰoːŋʔ/、「桶」）と比較せよ。 |
| 同盟                                               | 𥂗            | 盟     | méng       | 篆書形は、囧（「窓」）を持つが、隷変中に日（「太陽」）に単純化された。朙は、明（上古中国語：/*mraŋ/、「明るい」）の古代の形であった。 |
| 花                                                 | 𠌶            | 花     | huā        | 篆書形：。𠌶と華（/𦻏）の字は、元来、同じ字であったが、『説文解字』の中で誤って2つの別個の見出し語に分割された。華（上古中国語：/*ɡʷraː/、動詞「花咲く」）は、𠌶（上古中国語：/*hʷraː/、名詞「花」）の派生である。 |
| 冬葵、蒲葵、蔠葵                                   | 𦮙            | 葵     | kuí        | 篆書形：𦮙。 |
| 西                                                 | 㢴            | 西     | xī         | 篆書形は元来は袋か籠を表す象形文字だったが、「西」を意味するために音声的に借用（仮借）された。 |
| 角、縁、片側                                       | 𨘢            | 邊     | biān       | より早い青銅器の銘文（金文）形は、辵と自・穴・方からなった。篆書形における右下部の構成要素は、方が崩されるようになった結果である。より後に形を成した隷書の異体字として、構成要素方が文書に再出現を果たした。 |
| 食べる                                             | 𠊊            | 食     | shí        | 篆書形：。現代の隷変形の下の構成要素は、皀（「食器」）の単純化であり、良（）や艮（）と無関係で親縁性はない。 |
| 夢幻                                               | 𠄔            | 幻     | huàn       | 篆書形 は、元来、予（、「与える」）の反転だった。 |
| 故郷                                               | 𨞰            | 鄉     | xiāng      | 元来は、青銅器銘文（金文）において「饗宴」を表す𠨍（「互いに顔を向け合う2人」）＋皀（「食器」）からなる会意文字である。隷書形への移行の間、𠨍が𨙨と邑（）にまで崩されるようになった。隷変の簡略化に伴って、邑が、語源的に親縁関係にある阝部に簡略化されるようになり、𨙨が無関係の乡部（/幺と親縁関係にある）に簡略化され、皀が無関係の構成要素良に置き換えられた。「故郷」の意味は音声借用（仮借）経由で獲得された。一方で、「饗宴」を表すには饗（上古中国語：/*qʰaŋʔ/）が採用された。 |
| 香気                                               |               | 香     | xiāng      | 篆書形は黍（「キビ」）＋甘（「甘い」）からなったが、隷変形が黍を禾（「穀物植物」）に単純化し、下の構成要素甘を、無関係な字である曰（「～と言う」）に置き換えた。 |
| 魚                                                 | 𤋳            | 魚     | yú         | 篆書形：。 |
| 夜                                                 | 𡖍            | 夜     | yè         | 篆書形は、声符亦（、上古中国語：/*laːɡ/）＋義符夕（、「三日月」）からなり、夜の右下の構成要素は隷変に伴う夕の崩れたものである。一方で、亠＋亻は亦の簡変である。 |
| 胃                                                 |               | 胃     | wèi        | 視覚的に胃を表した象形要素が田に単純化された。 |
| 排泄物                                             | 𦳊            | 屎     | shǐ        | 篆書形は、艸（「草」）＋胃（「胃」）からなる会意文字であった。隷書への移行に伴って、文献中で幅広い使用を獲得したこの字形は、戦国時代からの金文形に基づいている。 |
| 移住する                                           |               | 徙     | xǐ         | 左の構成要素辵の片割れである止は、隷変中に右へ再配置され、結果、それぞれ頭に2つの止が載り、偶然の一致で歨（、即ち步、「歩く」の商代の形）と同じ構造をもって統合されることになった。 |